# Вале ди Кастање (Верона)
Вале ди Кастање је насеље у Италији у округу Верона, региону Венето.
Према процени из 2011. у насељу је живело 29 становника. Насеље се налази на надморској висини од 421 м.